# Amanda Björkegren
Amanda Theresé Thora Björkegren, född 4 februari 1993 i Hägerstens församling, Stockholm, är en svensk artist och låtskrivare som bland annat varit med och skrivit Efraim Leos låt "Best of Me" som tävlade i Melodifestivalen 2021.